# Thần kinh sống ngực II
Thần kinh sống ngực II (T2) là dây thần kinh sống thuộc đoạn ngực của tủy sống.
Thần kinh rời khỏi ống sống, thoát ra từ bờ trên đốt sống ngực III (T3) hay bờ dưới đốt sống ngực II (T2).